# U0126
U0126は、MAPK/ERKキナーゼの一種であるMEK1およびMEK2の高選択的阻害剤である。U0126は、二重特異性キナーゼであるMEK1をIC50 72 nMで、MEK2を58 nMで非競合的に阻害することによりAP-1転写活性を機能的に拮抗することが明らかにされている。
U0126は細胞外シグナル調節キナーゼ (ERK) 経路および哺乳類ラパマイシン標的タンパク質 (mTOR)-p70(S6K) 経路を同時に妨害することによってKi-rasが形質転換されたラットの線維芽細胞の足場非依存性の増殖を阻害する。ヒトの8種の乳癌細胞株の増殖に対する試験で、U0126は構成的にERKが活性化されているMDA-M231およびHBC4細胞の足場非依存性の増殖を選択的に抑制することが示されている。多くの正常細胞において細胞外基質との接触が失われるとアポトーシスが引き起こされる（アノイキス anoikis）。U0126はMDA-MB231およびHBC4をアノイキスに対して感受性にする。すなわち、U0126を処理すると、細胞は足場を奪われた細胞はアポトーシスへと進む。
U0126はまた、プロテインキナーゼC (PKC)、Raf、ERK、JNK、MEKK、MKK-3、MKK-4/SEK、MKK-6、Cdk2、Cdk4の弱い阻害剤でもある。
また、わずかな記憶喪失を引き起こすことも知られており、心的外傷後ストレス障害 (PTSD) の治療にこの化合物が使用できるとするある程度の証拠があるように見える。